# 名作の誕生
『名作の誕生』（めいさくのたんじょう）は、2007年10月7日から2009年3月29日までTBSで毎週日曜日22:54 - 23:00に放送されていたミニ番組（ドキュメンタリー番組）。提供はNikon。語りを大沢たかおが担当。
関東地方では12年にわたり放送された『いのちの響』の後番組である。